# Blephilia ciliata
Blephilia ciliata là một loài thực vật có hoa trong họ Hoa môi. Loài này được (L.) Benth. mô tả khoa học đầu tiên năm 1833.

## Hình ảnh

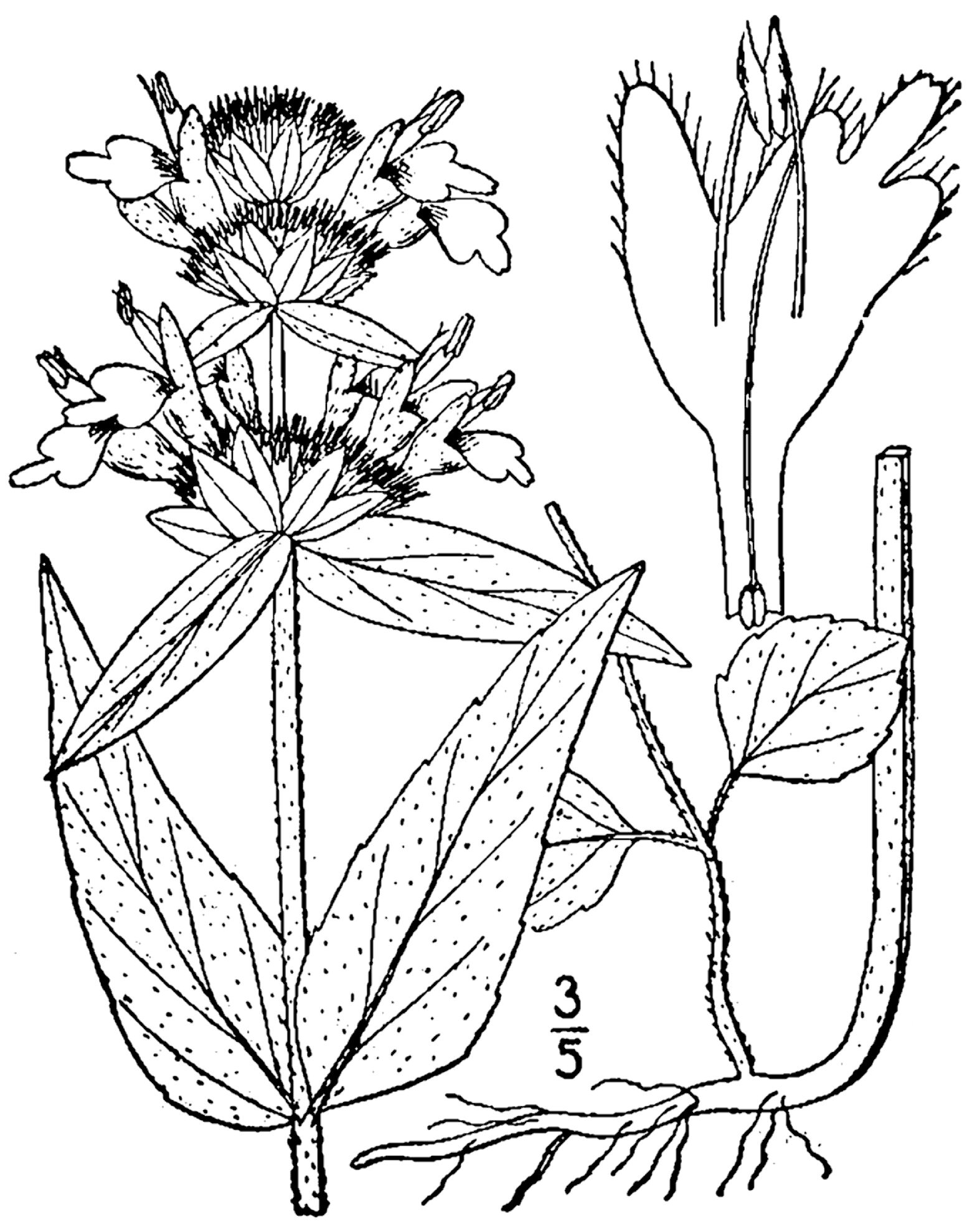